# Белья-Виста (Корриентес)
Белья-Виста (исп. Bella Vista) — город на западе провинции Корриентес. Административный центр департамента Белья-Виста.
Расположен на северо-востоке Аргентины в регионе Междуречье в 138 километрах от столицы провинции и в 891 км от столицы страны Буэнос-Айреса на реке Парана.
Основан в 1825 году.

## Экономика
Порт. В городе имеется производство концентрированных соков и парфюмерии, упаковки для фруктов, сушилки для риса, лесопилка, кондитерская фабрика, фабрика по переработке фруктов «Main Process», текстильная фабрика. Развивается индустрия туризма. В настоящее время здесь находятся базы отдыха, несколько отелей, казино, есть водопад.
Выращиваются овощи (в основном помидоры и перец), цитрусовые (апельсин, мандарин, лимон и грейпфрут), кукуруза и рис. В регионе развиваются лесное хозяйство и животноводство, а также различные предприятия в области агроэкологии.

## Известные уроженцы

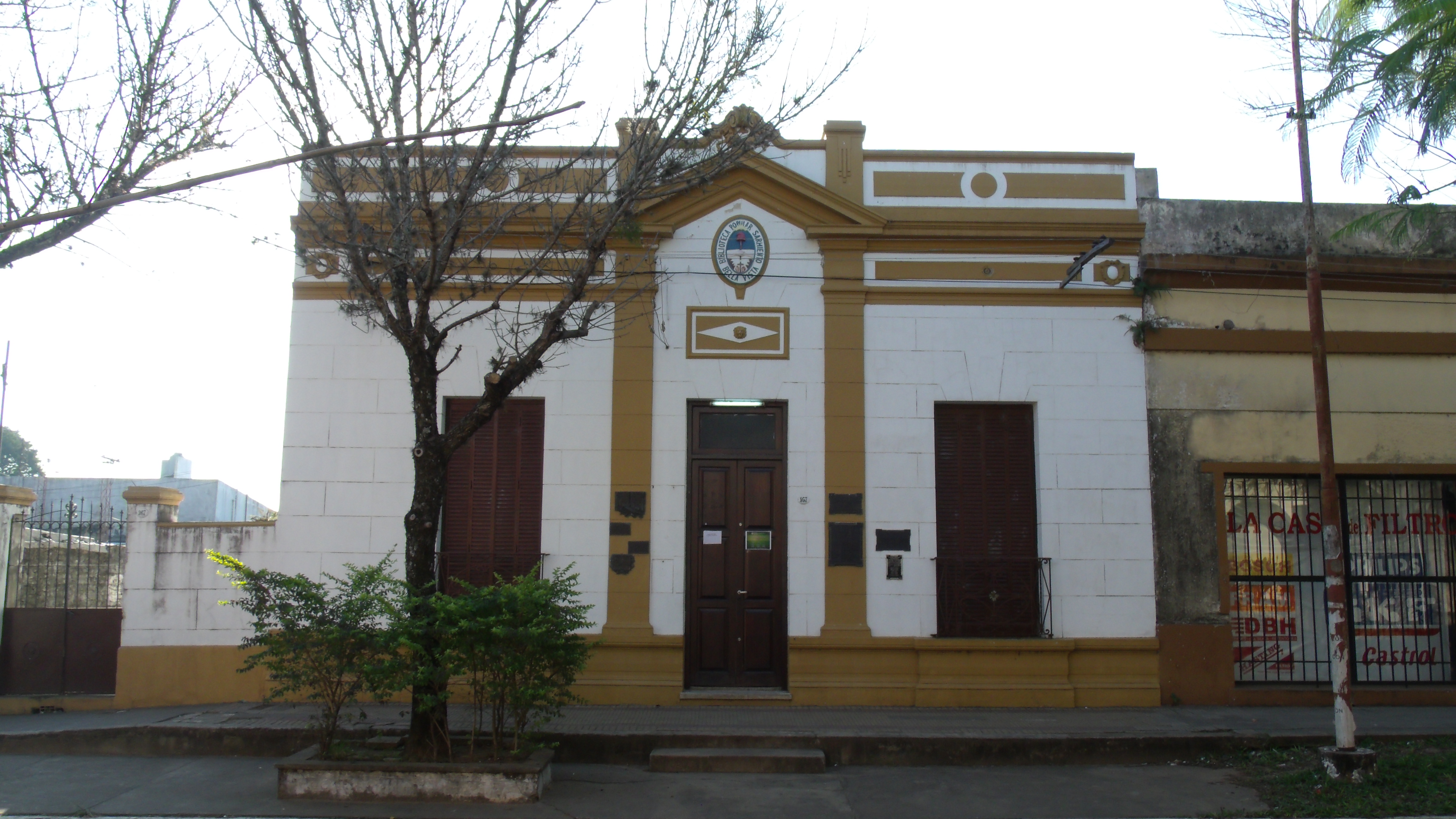
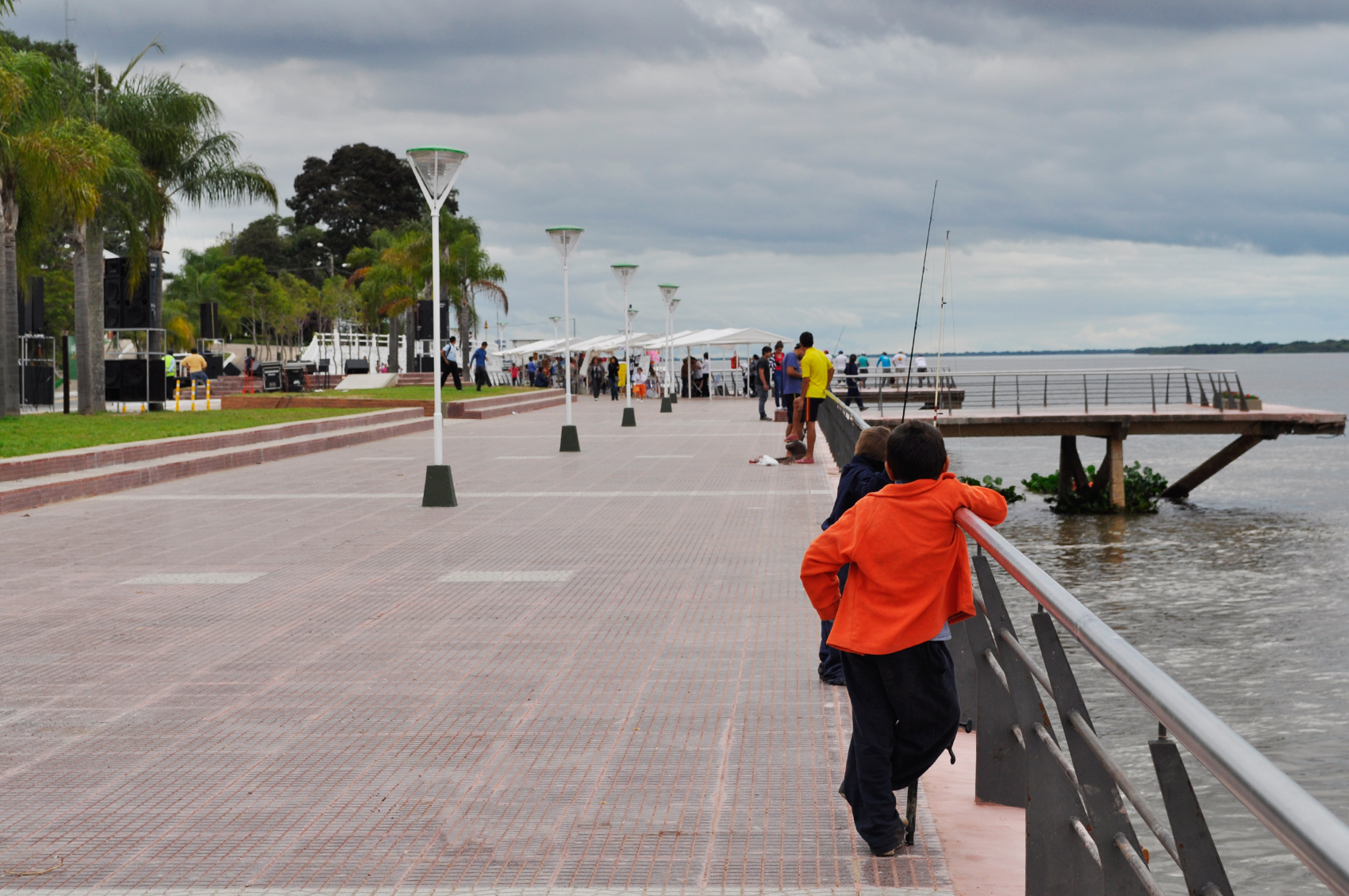
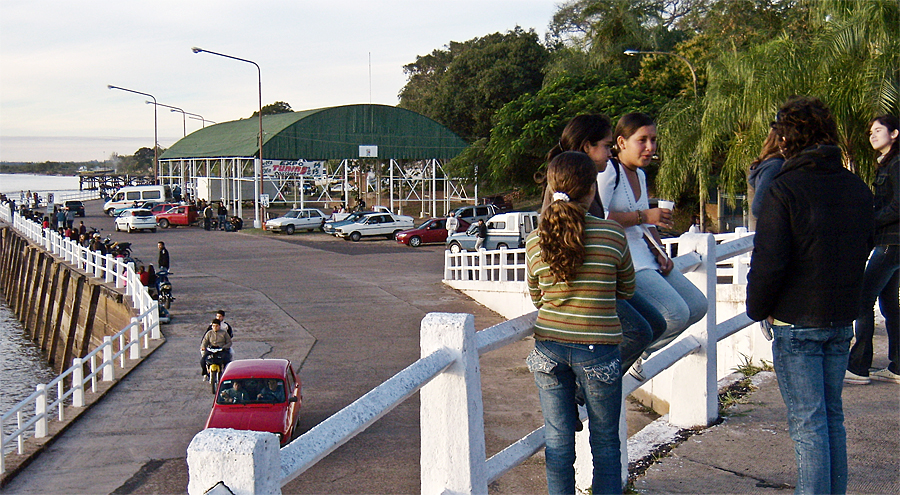
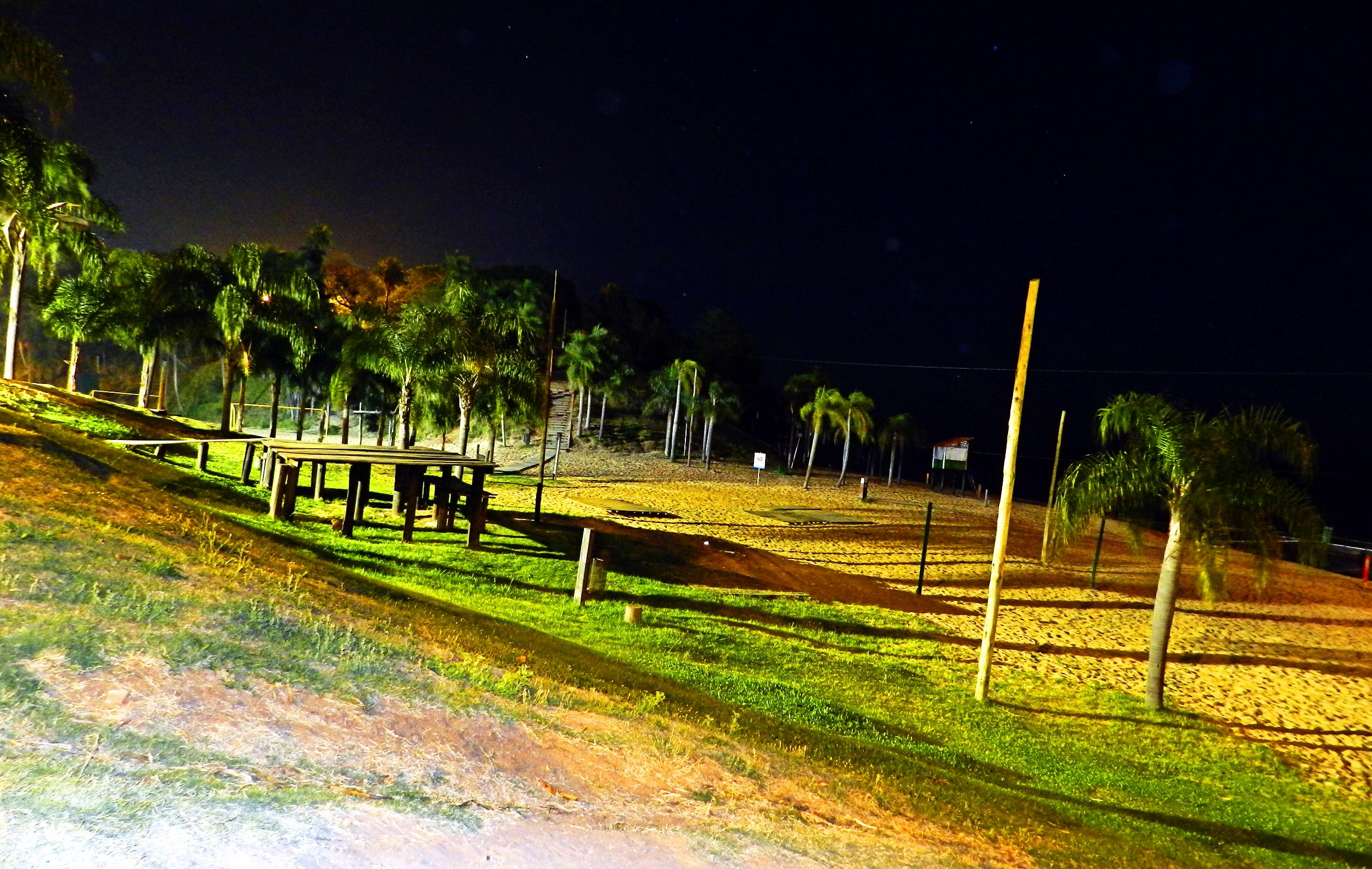

- Санд, Хосе — футболист.